# NTC Vulkan
NTC Vulkan (russisch Научно-технический центр Вулкан) ist ein russisches Unternehmen, das im Bereich der Informationssicherheitstechnologien tätig ist. Das Unternehmen wurde 2010 in Moskau von Anton Markow und Alexander Irschawskij gegründet. Markow ist Hauptgeschäftsführer und Irschawskij Technischer Direktor. Die beiden Männer sind Absolventen der Militärakademie Sankt Petersburg. NTC Vulkan ist bekannt als Hersteller von Spionagesoftware.
Eine anonyme Quelle spielte im März 2022 der Süddeutschen Zeitung tausende vertrauliche Dokumente aus dem Inneren von NTC Vulkan zu, die zur Veröffentlichung der sogenannten Vulkan Files führte.
Den Recherchen eines internationalen Journalisten-Konsortiums zufolge soll NTC Vulkan Software für automatisierte Desinformation in den sozialen Medien hergestellt haben.
Am 23. Juni 2023 wurde NTC Vulkan auf die Sanktionsliste der EU – im Zusammenhang mit dem russischen Überfall auf die Ukraine – gesetzt.